# Суходольская № 1 (шахта)
Ша́хта «Суходо́льская № 1» — ликвидированное угледобывающее предприятие в селе Малый Суходол, который входит в город Суходольск, Краснодонского городского совета Луганской области, (Украина), входила в ГХК «Краснодонуголь». Официальное название ГП «Шахта „Суходольская № 1“».

## Характеристики
Фактическая добыча 1740/166 тонн в сутки (1990/1999). Количество работающих в 1992—1999 годах составило 1539/633 чел. В апреле 1999 года горняки шахты объявили бессрочную голодовку против невыплаты заработной платы в течение 20 месяцев. Шахта обанкротилась и была ликвидирована. Её ликвидация привела к загазовыванию приповерхностного слоя почвы и активизации процессов проседания земной поверхности, что, в свою очередь, привело к разрушению жилых и хозяйственных построек в селе Малый Суходол.

## Адрес
94425, г. Суходольск, Луганская область, Украина.